# Душан Нонин
Душан Нонин ( Бачко Петрово Село, 1924 — 2001) био је српски сликар-конзерватор.

## Биографија
Студије академије примењених уметности у Београду је дипломирао 1954. године где је и показао своје интерсовање за заштиту споменика културе, радећи на конзервацији фресака у цркви Свете Софије у Охриду. Дуго година је радио у војвођанском покрајинском заводу за заштиту споменика културе Војводине, једно време је радио и на месту директора а потом и у Републичком заводу за заштиту споменика културе Црне Горе. Познат је и као кописта и сликар, учествовао је у низу колективних и самосталних изложби, добитник је Октобарске награде Новог Сада, Августовске награде Плужина и као златних форми УПИДИВ-а.
Радио је на чишћењу, рестаурацији и конзервацији фресака, зидних слика и иконостаса по целој Војводини, али и у бројним споменицима култутуре бивше СФР Југославије, учествовао је
у премештању живописа манастира Добричћева код Билећа, што се сматра првим таквим случајем.
Такође је радио на једном од највећих подухвата код нас - скидање и премештање живописа манастира Пиве у Црној Гори на нову локацију удаљену три километра, јер се на старом месту појавило језеро приликом градње хидроелектране. Опсежни радови су трајали 13 година.
На рестаурацији и конзервацији античког средњовековног живописа био је ангажован више од четрдесет година, настојећи да врати лепоту фрескама и иконама старих богомоља.
Душан Нонин је умро 2001. године у Новом Саду.